# Districtul Dungannon and South Tyrone
Dungannon and South Tyrone este un district al Irlandei de Nord. Principalul oraș este Dungannon cu o populație de 11.139 locuitori, alte localități importante fiind Augher, Clogher, Fivemiletown, Ballygawley, Caledon, Aughnacloy, Benburb, Moy și Coalisland.
1. ↑  Aligned ISNI and Ringgold identifiers for institutions, accesat în 29 mai 2019